# Quận Thomas, Georgia
Quận Thomas (tiếng Anh: Thomas County) là một quận trong tiểu bang Georgia, Hoa Kỳ. Quận lỵ đóng ở thành phố , Georgia 6. Theo điều tra dân số năm 2000 của Cục điều tra dân số Hoa Kỳ, quận có dân số 42.737 người 2. Ước tính dân số năm 2007 là 45.237 người.
 2 Quận lỵ là Thomasville.6